# Conseil des traducteurs, terminologues et interprètes du Canada
Le Conseil des traducteurs, terminologues et interprètes du Canada (en anglais : Canadian Translators, Terminologists and Interpreters Council, CTTIC) est l'organisme national du Canada dont la mission est d’établir des normes dans le domaine de la traduction, de la terminologie et de l'interprétation.
Les membres du CTTIC sont les associations qui représentent les traducteurs, terminologues et interprètes dans sept provinces du Canada :
- Association des traducteurs et interprètes de l’Alberta (ATIA)
- Association des traducteurs et interprètes de la Nouvelle-Écosse (ATINE)
- Association des traducteurs et interprètes de la Saskatchewan (ATIS)
- Association des traducteurs et interprètes de l’Ontario (ATIO)
- Association des traducteurs, terminologues et interprètes du Manitoba (ATIM)
- Corporation des traducteurs, traductrices, terminologues et interprètes du Nouveau-Brunswick (CTINB)
- Society of Translators and Interpreters of British Columbia (STIBC)

Le CTTIC définit les règles d'agrément et tient les examens annuels - organisés par les associations provinciales - qui ouvrent droit au titre de traducteur agréé, de terminologue agréé, d'interprète communautaire agréé, d'interprète de conférence agréé, d'interprète judiciaire agréé ou d'interprète médical agréé.
Les associations membres du CTTIC ont conclu une entente de réciprocité qui permet la reconnaissance et le transfert de l’agrément.
Le CTTIC a été constitué en 1970 et a pris la succession de la Société des traducteurs et interprètes du Canada (STIC), qui avait elle-même été fondée en 1956. L'Ordre des traducteurs, terminologues et interprètes agréés du Québec (OTTIAQ), membre fondateur du CTTIC, l'a quitté en 2012,.
Le CTTIC n'est plus membre de la Fédération internationale des traducteurs (FIT) depuis 2018.